# 온리전
온리전(Only展) 또는 온리이벤트(オンリーイベント)는 하나의 주제만을 가지고 여는 동인지 즉매회를 가리킨다.

## 개요
동인 상품들을 발표하고 판매하는 행사로, 코믹마켓 같은 올 장르(オールジャンル)전과 다른 점은 하나의 장르나 주제를 정해 그에 관련된 것들만 참가가 가능하다는 것이다. 예를 들어, 많은 동인지 즉매회에는 팬 작품이 아니라 창작인 오리지널 동인지도 등장하고 있다. 이러한 오리지널 동인지들만 취급하는 온리전이 있으며, 매회 수천 개의 동인 서클들을 끌어모으는 COMITIA 등이 이에 해당한다.
온리전의 운영 방식은 정기적인 기간마다 열리는 경우와, 그냥 참가인원의 수가 차면 열리는 경우로 나뉘며, 대개 폭넓은 팬층을 갖춘 작품들이 온리전의 주제가 된다. 하지만 작품의 인기가 낮거나 너무 마이너 작품이라면 1-2회로 끝나기도 한다. 배포전도 있는데, 이는 이벤트나 여러 부가적인 것들을 빼고 순수하게 회지판매전만 여는 경우를 말한다. 배포전은 소규모인 경우가 많다.
종종 대형 동인지 즉매회 아래서 주제별 "온리전"들이 이루어지기도 하며, 이 경우 각 "온리전"의 주최자들이 다른 "온리전" 등의 행사와 같은 홀을 사용하기 위해 공동으로 대관을 하게 된다.이렇게 하면 독자적으로 개최하는 것보다 더 쉽게 "온리전"의 주제에 주력할 수 있다.